# Crowfoot Glacier
Crowfoot Glacier är en glaciär i Kanada.   Den ligger i provinsen Alberta, i den centrala delen av landet, 3 000 km väster om huvudstaden Ottawa. Crowfoot Glacier ligger 2 303 meter över havet. Arean är 1,5 kvadratkilometer.
Terrängen runt Crowfoot Glacier är bergig åt sydost, men åt nordväst är den kuperad. Terrängen runt Crowfoot Glacier sluttar österut. Trakten runt Crowfoot Glacier är nära nog obefolkad, med mindre än två invånare per kvadratkilometer.. Det finns inga samhällen i närheten. 
Trakten runt Crowfoot Glacier består i huvudsak av gräsmarker.